# Aimé Desimpel
Aimé Desimpel est une personnalité politique et homme d'affaires belge, né à Izegem le 5 mars 1941 et décédé le 22 septembre 2002 à Ostende.
Il transformera la briqueterie familiale en une entreprise florissante. 
Conseiller communal de Kortemark, il est élu député des Libéraux et démocrates flamands (VLD) en 1994.

## Publications
- Keep it Simple